# Polska Federacja Kynologiczna
Polska Federacja Kynologiczna (PFK) – stowarzyszenie kynologiczne mające siedzibę w Sieradzu – założone w 29 grudnia 2009 r.
Federacja zrzesza właścicieli i hodowców psów rasowych na terytorium Polski. Swoją działalność opiera na organizacji hodowli psów rasowych i na podstawie Ustawy prawo o stowarzyszeniach oraz Dyrektywy Rady Wspólnot Europejskich nr 91/174/EWG z dnia 25 marca 1991 r. wydaje rodowody stanowiące potwierdzenie pochodzenia psa rasowego. W związku z art. 10a ust. 6 Ustawy o ochronie zwierząt prowadzi rejestr hodowli upoważnionych do sprzedaży zwierząt domowych.
W 2010 r. Polska Federacja Kynologiczna zawarła umowę z Instytutem Zootechniki - Państwowym Instytutem Badawczym w Balicach, który na zlecenie stowarzyszenia przeprowadza badania DNA w kierunku potwierdzenia pochodzenia psa. Na podstawie tych badań nabywcy szczeniąt po miotach urodzonych w Polskiej Federacji Kynologicznej mogą dokonać weryfikacji pochodzenia psa niezależnym państwowym ośrodku badawczym.
Polska Federacja Kynologiczna posiada dwanaście oddziałów wojewódzkich na terenie kraju: Oddział Mazowiecki, Oddział Wielkopolski, Oddział Małopolski, Oddział Dolnośląski, Oddział Pomorski, Oddział Lubelski, Oddział Warmińsko-Mazurski, Oddział Śląski, Oddział Kujawsko-Pomorski, Oddział Podlaski, Oddział Łódzki oraz Oddział Lubuski.
Federacja organizuje każdego roku około 12 wystaw o randze klubowej, krajowej i międzynarodowej. Międzynarodowe wystawy psów rasowych organizowane są pod patronatem Alianz Canine Worldwide - międzynarodowej organizacji kynologicznej zarejestrowanej w Królestwie Hiszpanii przy odpowiedniku polskiego Ministerstwa Rolnictwa. Poza wystawami, Polska Federacja Kynologiczna organizuje kursy i szkolenia dla psów i ich właścicieli. W tym celu w 2010 r. powołana została Komisja Szkoleń przy Polskiej Federacji Kynologicznej.
Od 2019 r. Polska Federacja Kynologiczna współpracuje z International Cyno Institute w zakresie organizacji szkoleń i kursów dla hodowców i psów rasowych.